# Holoadeninae
Sous-famille
Les Holoadeninae sont une sous-famille d'amphibiens de la famille des Craugastoridae.

## Répartition
Les espèces des genres de cette sous-famille se rencontrent en Amérique du Sud.

## Liste des genres
Selon Amphibian Species of the World (19 novembre 2016) :
- genre Barycholos Heyer, 1969
- genre Bryophryne Hedges, Duellman & Heinicke, 2008
- genre Euparkerella Griffiths, 1959
- genre Holoaden Miranda-Ribeiro, 1920
- genre Hypodactylus Hedges, Duellman & Heinicke, 2008
- genre Lynchius Hedges, Duellman & Heinicke, 2008
- genre Niceforonia Goin & Cochran, 1963
- genre Noblella Barbour, 1930
- genre Oreobates Jiménez de la Espada, 1872
- genre Phrynopus Peters, 1873
- genre Psychrophrynella Hedges, Duellman & Heinicke, 2008

## Publication originale
- Hedges, Duellman & Heinicke, 2008 : New World direct-developing frogs (Anura: Terrarana): molecular phylogeny, classification, biogeography, and conservation. Zootaxa, no 1737, p. 1-182 (texte intégral).